# Lepus hainanus
A lebre-de-hainan (Lepus hainanus) é um leporídeo endêmico da ilha de Hainan (Ainão), China.